# Hibbard & Darrin

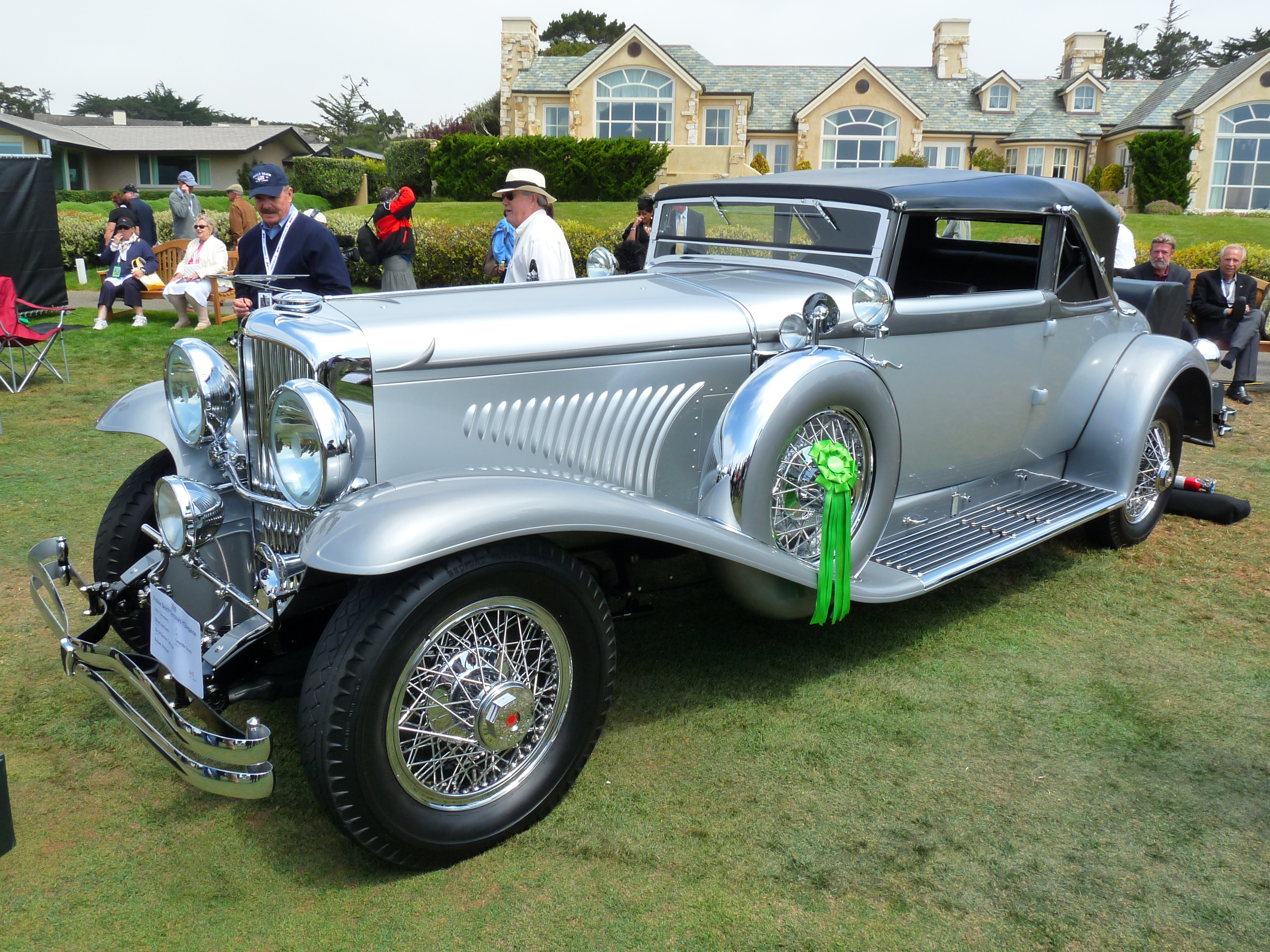
Duesenberg Model J mit Aufbau von Hibbard & Darrin

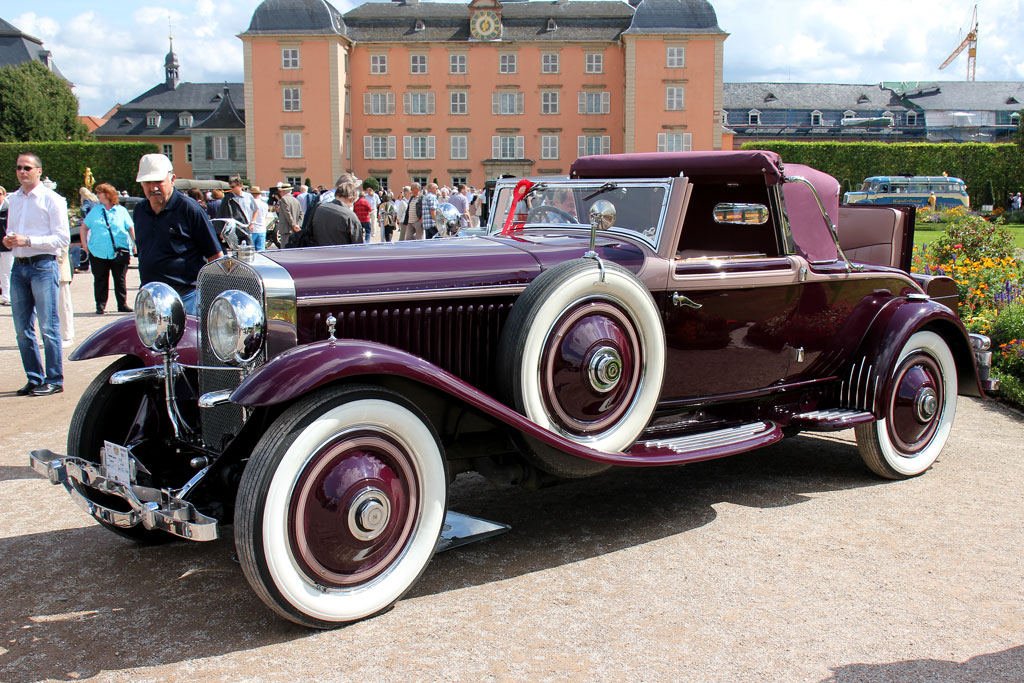
Hispano-Suiza von 1928

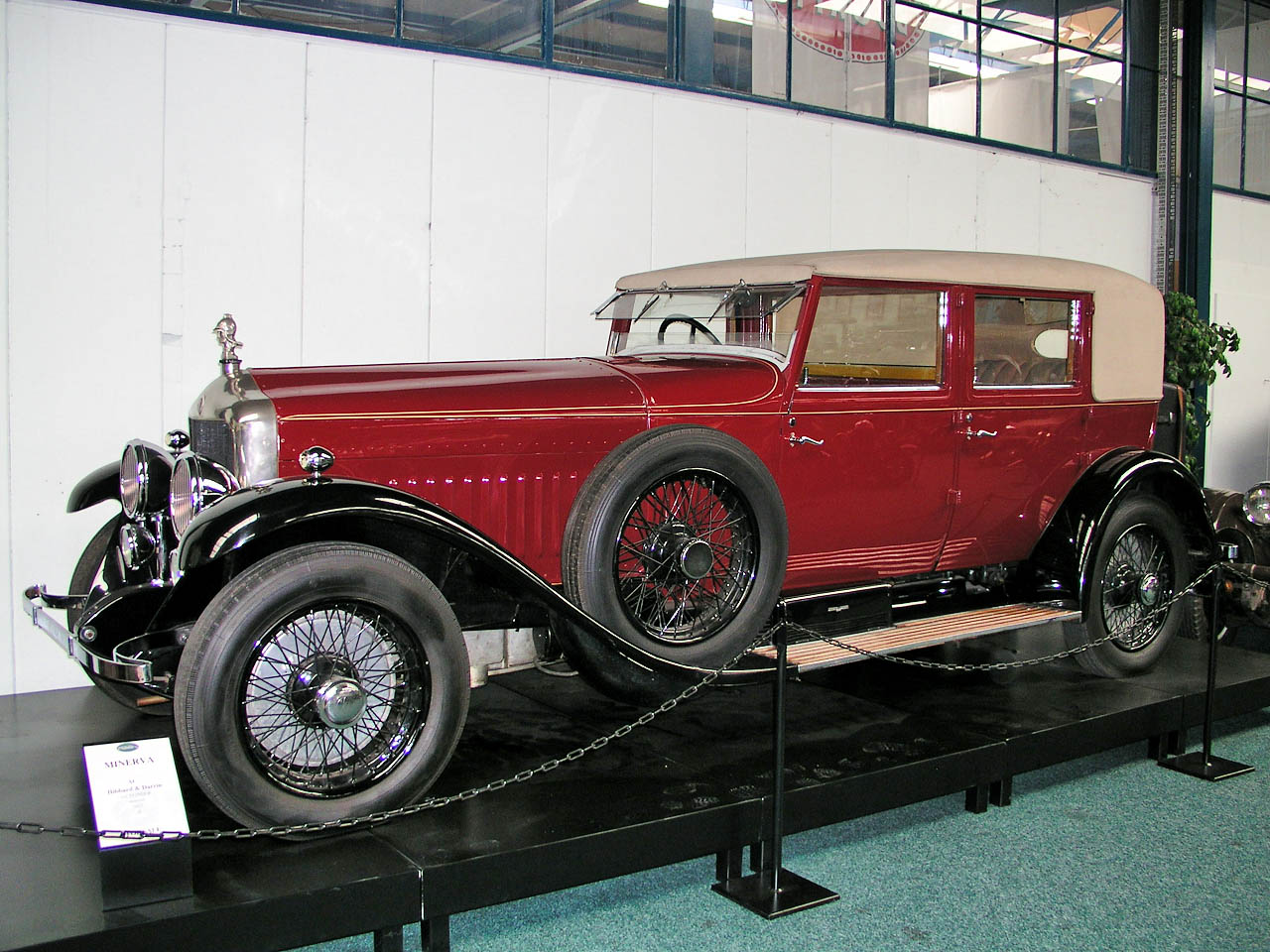
Minerva von 1928

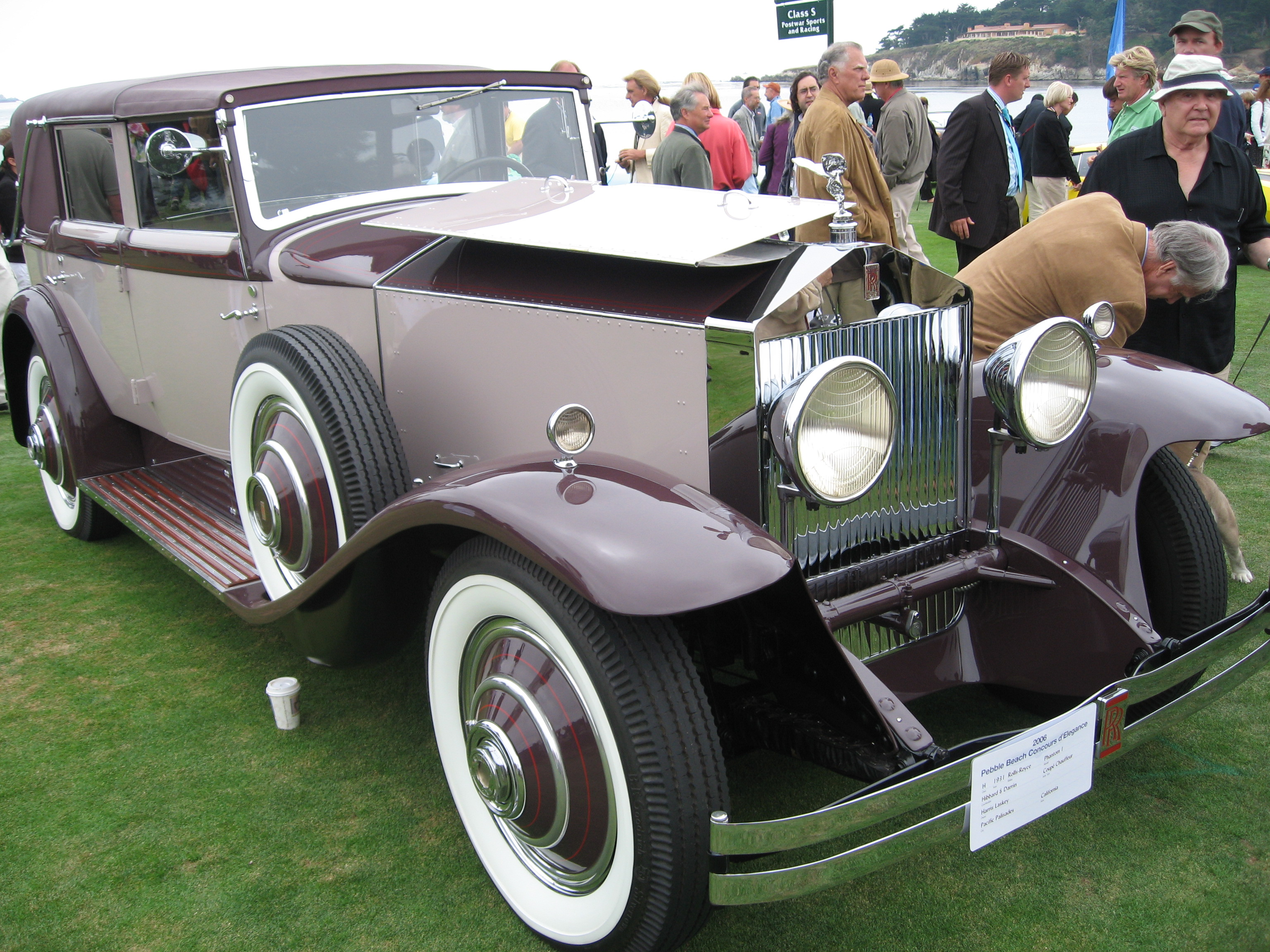
Rolls-Royce Phantom I von 1931

Hibbard & Darrin war ein französisches Karosseriebauunternehmen.

## Unternehmensgeschichte
Der US-Amerikaner Thomas L. Hibbard arbeitete bis 1923 für LeBaron in New York City. Dann reiste er nach Paris. Dort traf er seinen Bekannten und Landsmann Howard E. Darrin wieder. Sie gründeten im selben Jahr das Gemeinschaftsunternehmen. Zunächst übernahmen sie den Vertrieb von Personenkraftwagen von Minerva Motors in Frankreich. Sie entwickelten eigene Karosserien, entworfen von Darrin. Mangels eines eigenen Werks bezogen sie die Karosserien von D’Ieteren und Carosserie Van den Plas.
Ab 1926 trat William Brokaw als Geldgeber auf. Der Minerva-Vertrieb wurde aufgegeben. Sie mieteten ein Werk in Puteaux. Dort stellten sie eigene Karosserien her, oftmals Einzelstücke. Die Fahrgestelle kamen von namhaften Herstellern wie Duesenberg, Hispano-Suiza, Mercedes-Benz, Packard und Stutz Motor Car Company of America. Weiter werden die Renault-Oberklassemodelle Nervastella und Reinastella genannt. Alleine auf Basis des Duesenberg Model J entstanden zwölf Fahrzeuge. Eine andere Quelle nennt zusätzlich Bugatti, Cadillac, Excelsior, Isotta Fraschini, Maybach, Moon und Rolls-Royce.
Annähernd die Hälfte aller Käufer hatten ihren Wohnsitz in den USA. 1929 hatte das Unternehmen 200 Mitarbeiter. 1931 zog sich der Geldgeber Brokaw zurück. Thomas Hibbard ging zu General Motors, später wurde er Chef-Designer bei Ford. Noch im Jahr 1931 wurde das Unternehmen Hibbard & Darrin aufgelöst. Felber Frères übernahm die unfertigen Aufträge.
Insgesamt wurden etwa 500 Karosserien gefertigt.

## Sylentlyte
Ab 1928 entstanden besonders leichte Karosserien, die überwiegend aus Aluminium bestanden. Der Absatz blieb gering.